# Burgruine Wolfsberg (Harz)
Die Burgruine Wolfsberg liegt auf einer Anhöhe in Wolfsberg in Sachsen-Anhalt. Von der umfangreichen mittelalterlichen Burganlage sind nur noch wenige Fundamentreste erhalten.

## Geschichte
Es wird angenommen, dass die Burg Wolfsberg ebenso wie die südöstlich benachbarte Burg Questenberg von den Grafen von Beichlingen-Rothenburg um das Jahr 1300 erbaut wurde. Sie gelangte um 1309 in den Besitz der Grafen von Anhalt-Bernburg, die die Burg verpfändeten. Die neuen Burgherren waren ihren Nachbarn, den Grafen zu Stolberg, feindlich gesinnt und schädigten deren Besitzungen. Nach einem Rechtsspruch zu seinen Gunsten griff Graf Heinrich zu Stolberg um das Jahr 1320 zur Selbsthilfe und nahm die Burg Wolfsberg ein. Um sich den eroberten Besitz gegen die Ansprüche des Hauses Anhalt zu sichern, trug er ihn dem Bischof Albrecht von Halberstadt zu Lehen auf und wurde von diesem am 18. Dezember 1325 neben der Burg Erichsberg offiziell auch mit der Burg Wolfsberg belehnt. 
Am Jahresende 1326 diente die Burg Wolfsberg als Sühneobjekt in den Auseinandersetzungen um die Schlösser Ebersberg und Erichsberg. Sie wurde in den späteren Jahren von Seiten der Grafen zu Stolberg mehrfach verpfändet, immer jedoch mit der Option der Wiedereinlösung. Dabei blieben Wolfsberg und Erichsberg stets ein Lehen des Hochstifts Halberstadt.  
Die Burganlage wurde im Bauernkrieg 1525 beschädigt. Bereits zuvor war sie baufällig gewesen, denn 1511 wurden im Auftrag des gräflichen Vogts von Stolberg, Volkmar von Morungen, Reparaturen an Dach und Mauerwerk vorgenommen. Aus einem Bericht des Wolfsberger Amtmanns Michel Sultzpach an Graf Wolfgang zu Stolberg von 1549 geht hervor, dass für 2.000 Gulden das Haus Wolfsberg nebst Scheune und Stallungen „widder gebawet worde“. Dies lässt offen, ob damit die Burg oder das ab 1524 errichtete Gutshaus der Domäne Wolfsberg gemeint war.
Wolfsberg wurde auch in der Frühen Neuzeit mehrfach verpfändet und verfiel im 18. Jahrhundert aufgrund fehlender Instandsetzungsmaßnahmen endgültig zur Ruine. 
Koordinaten: 51° 33′ 5″ N, 11° 5′ 58,5″ O